# San Francisco en éxtasis (Reni)
San Francesco en éxtasis es un cuadro al óleo sobre tela (198×133cm) de Guido Reni, fechado en 1622, y conservado en la iglesia de los Girolamini de Nápoles.

## Historia y descripción
La obra está colocada en la capilla Coppola (después dedicada a san Francisco de Asís), pero no se conoce la relación de Guido Reni con la familia titular del patronato. El pintor boloñés estuvo en Nápoles en 1612 y 1621, para participar en la decoración de la capilla del tesoro de San Genaro, de la cual se verá excluido, pero en un segundo inventario de 1626, el cuadro no está todavía colocado en la iglesia de los Girolamini, mientras que Carlo Celano sí lo menciona en 1692, en la misma.
La tela representa a Francisco de Asís en éxtasis en una gruta, cerca de una calavera, con un libro apoyado en la roca, un rosario y una cruz hecha con ramas entrelazadas; la escena es un preludio a la concesión de los estigmas sobre el monte Verna, mientras el santo de Asís está recogido en oración.